# 艾利森·默里

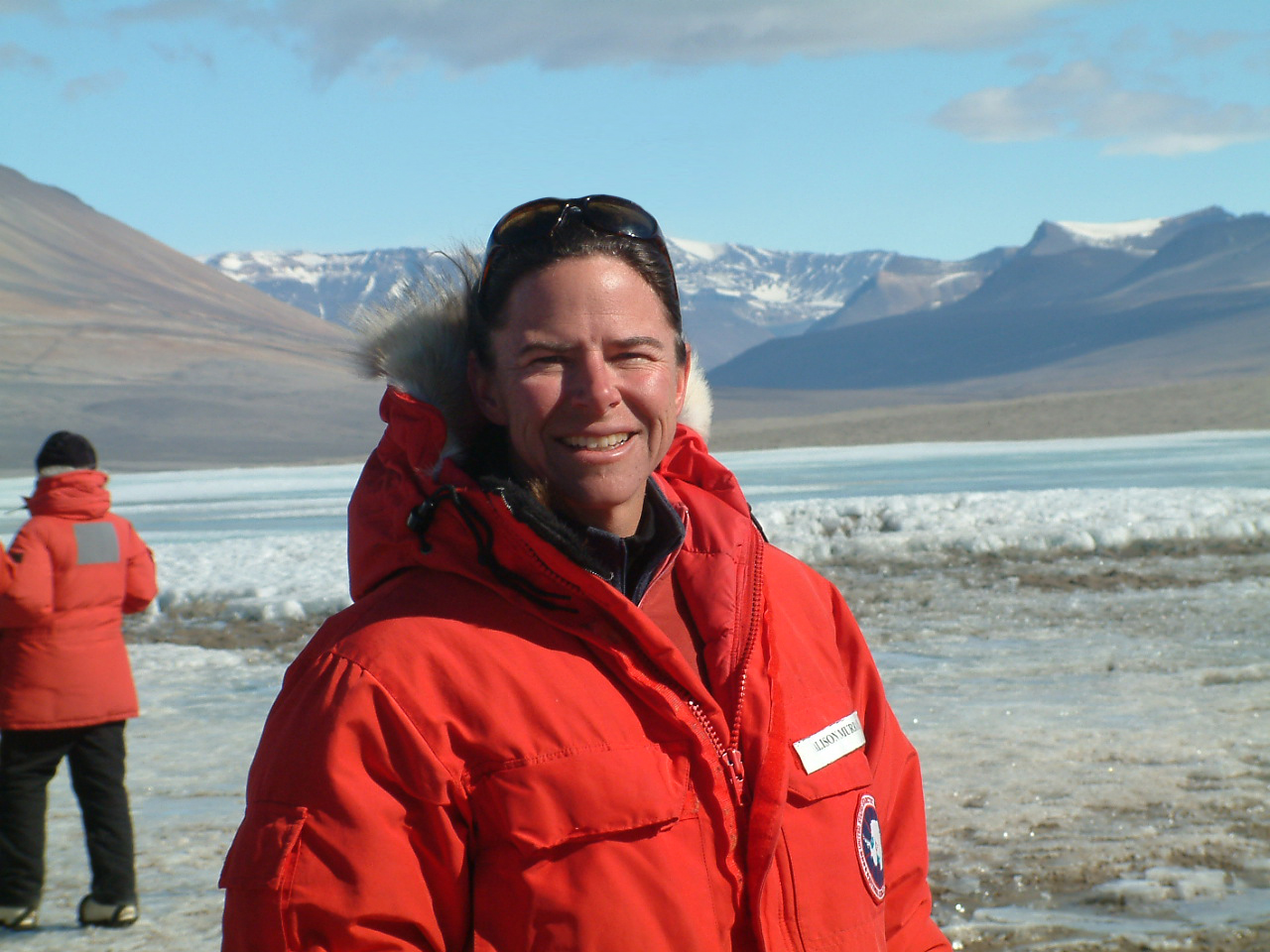
艾利森·默里 (Alison Murray)

艾利森·默里，美国生物化学研究家，南极研究家，以论证南极冰封湖泊（维达湖）中微生物的存在而著名。她研究极度严寒严酷环境中微生物（包括缺乏氧气和生物能量源的微生物）如何坚持存活和维持机能运作。

## 早年生平及学历
默里出生成长于加利福尼亚州卡梅尔市，在卡梅尔高中完成高中学业。她于1989年在圣路易斯—奥比斯保，加州理工州立大学获得学士学位。随后参与到百慕大海洋科学研究中心（前百慕大生物站）的工作—学习项目中并最终获得研究助理职位。
在百慕大海洋科学研究中心工作两年后，她加入在塔玛丽湾的河口—陆地边缘生态系统的生物地理化学反应项目并于1994年在旧金山州立大学获得细胞及分子生物学硕士学位。在此期间她与James T. Hollibaugh共同发展了海洋微生物分子指纹法。
在Edward F. DeLong的指导下默里于1998年在加州大学圣塔巴巴拉大学获得生态，进化和海洋生态学博士学位。在此期间她参与了两次南极科考，研究考察了绕极分布的海洋浮游古菌（古泉菌门）的生态并论证了细菌群落组成和古菌生物量随高纬度地区季节循环交替极端变化的显著转变。

## 学术成就及影响
默里在特聘教授詹姆斯·M·提亚杰（James M. Tiedje）的指导下于密西根州立大学微生物生态中心开展博士后工作（1999—2011），对日渐崛起的功能基因组学进行研究。随后她于2001年加入美国内华达州雷诺市沙漠研究所（DRI）成为研究教授。
默里以发现在−13摄氏度南极冰封湖泊维达湖中微生物的存在而著名。维达湖是麦克默多干燥谷中发现的7个独特湖泊中的最大一个。此项研究发现被英国广播公司电视，全国公共广播电台（美国）以及包括卫报、洛杉矶时报和自然杂志在内的国际新闻媒体报道。
默里的研究为极度严寒严酷环境中微生物（包括缺乏氧气和生物能量源的微生物）如何坚持存活和维持机能运作提供了关键的见解。她的研究使用分子生物工具以描述微生物生命，帮助回答了微生物如何在极端严寒环境中维持机能运作和存活、环境变化如何影响这些微生物的机能运作和多样性，以及可能影响寒冷环境生态系统的潜在反馈的问题。
她的研究改变了科学界对高纬度地区生态系统中生物多样性的看法。高纬度地区微生物的多样性明显丰富与原有推断，其群落组成展现出强烈的季节梯度。这些微生物被发现存在于原先证明无法居住的地区。
她的研究展示了微生物如何对不同环境梯度做出反应以及他们如何助力和控制基本生态过程，并最终获得了对高纬度地区生态系统如何运作以及他们可能如何对大尺度扰动（例如气候变化）的反应的更好的了解。

## 获奖及荣誉
默里在2009年和2013年分别获得内华达州高等教育系统新生研究科学家奖（Nevada System of Higher Education Rising Researcher Award）以及内华达理事会研究科学家奖 （Nevada Regents’ Researcher Award）。

## 其他活动
默里在南极研究科学委员会担任了11年的生命科学常务委员会美国国家代表， 并在南极海洋生命调查和生物多样性数据管理中扮演重要角色。